# Inesu Emiko Takeoka
Inesu Emiko Takeoka (武岡 イネス 恵美子 Takeoka Inesu Emiko?), född 1 maj 1971, är en japansk tidigare fotbollsspelare.
Inesu Emiko Takeoka debuterade för japans landslag den 21 augusti 1994 i en 1–0-vinst över Österrike. Hon spelade 3 landskamper för det japanska landslaget. Hon deltog bland annat i fotbolls-VM 1995.